# Mil Mi-22
:Chú ý không nhầm lần với phiên bản Chỉ huy kiểm soát trên không của Mil Mi-6.
Mil Mi-22 là một đề án trực thăng một động cơ của Liên Xô trong thập niên 1960. Nó có kích thước và hình dạng tương tự với loại Mil Mi-2 nhưng lại gặp vấn đề về cấu hình động cơ.